# Ceriana relicta
Ceriana relicta är en tvåvingeart som först beskrevs av Walker 1858.  Ceriana relicta ingår i släktet griffelblomflugor, och familjen blomflugor. Inga underarter finns listade i Catalogue of Life.